# Нестор (митология)
Вижте пояснителната страница за други значения на Нестор.
Нестор (на гръцки: Νέστωρ) в древногръцката митология е син на Нелей и Хлорида, цар на Пилос. Участва в Похода на Аргонавтите и в Калидонския лов. Взема участие и в Троянската война, като предвожда 90 кораба (или 40 ). В Троянската война синът му Антилох е убит от Хектор.